# Banneville-la-Campagne
Banneville-la-Campagne ist eine französische Gemeinde mit 188 Einwohnern (Stand: 1. Januar 2022) im Département Calvados in der Region Normandie. Sie gehört zum Arrondissement Caen und zum Kanton Troarn. Die Einwohner werden als Bannevillais oder Bannevillaises bezeichnet.

## Geografie
Banneville-la-Campagne ist rund acht Kilometer von Caen entfernt. Umgeben wird Banneville-la-Campagne von Sannerville im Norden, Saint-Samson im Nordosten, Saint-Pair im Osten, Argences im Südosten, Émiéville im Süden, Grentheville im Südwesten, Mondeville im Westen sowie Démouville in nordwestlicher Richtung.

## Bevölkerungsentwicklung
| Jahr                             | 1793 | 1831 | 1866 | 1926 | 1946 | 1968 | 1990 | 2008 | 2016 |
| Einwohner                        | 53   | 167  | 130  | 119  | 70   | 118  | 76   | 122  | 167  |
| Quelle: Cassini, EHESS und INSEE |      |      |      |      |      |      |      |      |      |

## Sehenswürdigkeiten
- Portal einer ehemaligen Abtei, Monument historique

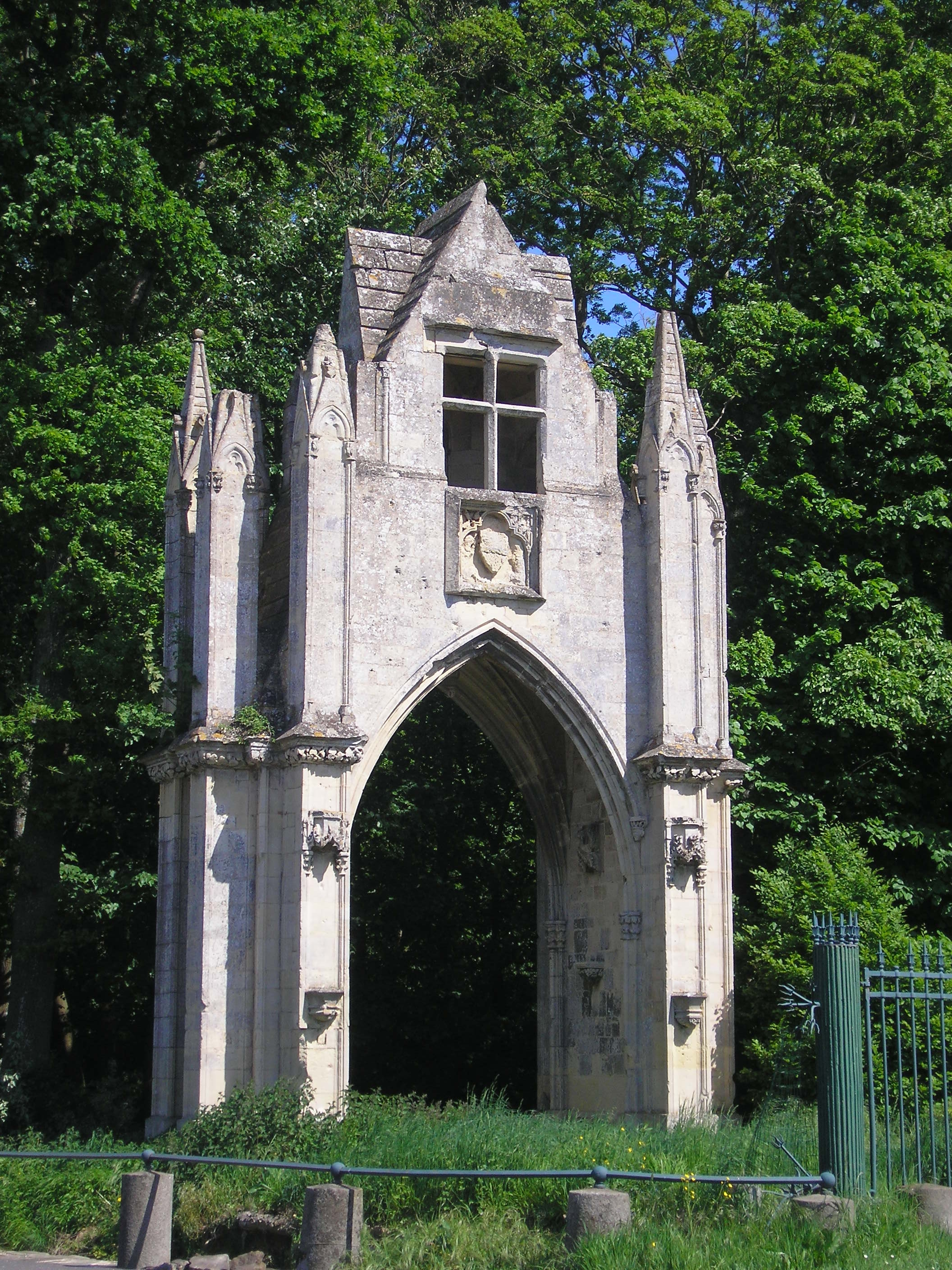
Abtei-Portal